# Gregory Itzin
Gregory Martin Itzin (Washington D.C., 20 april 1948 – 8 juli 2022) was een Amerikaanse film- en televisieacteur.

## Biografie
Itzin werd geboren op 20 april 1948 in Washington D.C.. Als schooljongen verhuisde hij naar Burlington, waar zijn vader enige tijd burgemeester was. Itzin wilde aanvankelijk theateracteur worden, waarvoor hij een opleiding volgde aan het American Conservatory Theater in San Francisco. Hij was te zien in meerdere theaters door het hele land. Voor zijn rol in het toneelstuk The Kentucky Cycle werd hij genomineerd voor een Tony Award. Het stuk zelf won een Pulitzer-prijs.
Itzin is echter vooral bekend geworden van zijn televisie- en filmrollen. Itzin had gastrollen in meerdere televisieprogramma's. Zijn grootste recente rol was die van president Charles Logan in de televisieserie 24. In 2005 werd hij bij de cast van die serie gevoegd, halverwege het vierde seizoen. In het seizoen erna was zijn personage president geworden, en speelde zijn personage een belangrijke rol in de verhaallijn van dat seizoen. Itzin werd genomineerd voor een Emmy Award voor beste mannelijke bijrol in een dramaserie voor zijn acteerprestaties. Itzin hoefde geen auditie te doen voor zijn rol in de serie omdat hij in het tweede seizoen al eens auditie had gedaan. Bovendien kende hij een van de producenten.
Itzin had naast een belangrijke rol in 24 nog rollen in enkele andere series. Zo speelde hij in Friends, Murder One, Navy NCIS, The OC, Judging Amy, Boston Legal, CSI: Crime Scene Investigation, The Practice en de kortlopende sciencefiction-televisieserie Firefly. Ook speelde hij de rol van John Ashcroft in de televisiefilm DC 9/11: Time of Crisis. Bovendien had Itzin meerdere rollen in de Star Trektelevisieseries. In 1993 speelde hij in Star Trek: Deep Space Nine, en daarna speelde hij nog in Star Trek: Enterprise en Star Trek: Voyager.

## Privéleven en overlijden
Itzin woonde in Los Angeles met zijn vrouw Judie, een kunstenares, en hun zoon Will (1986) en dochter Julia (1983).
Itzin zat op softbal met onder andere Michael Keaton, Kevin Nealon en Jeff Doucette, filmmakers Bob Logan en Ed Solomon, en tv-producent Steven Peterman.
Hij overleed op 74-jarige leeftijd.